# أغ بلاغ (هشترود)
أغ‌ بلاغ هي قرية في مقاطعة هشترود، إيران. عدد سكان هذه القرية هو 435 في سنة 2006.